# Salice (Corsica)
Salice (Corsicaans: U Salge) is een gemeente in het Franse departement Corse-du-Sud (regio Corsica) en telt 75 inwoners (2009). De oppervlakte bedraagt 21,89 km², de bevolkingsdichtheid is dus 3,4 inwoners per km².

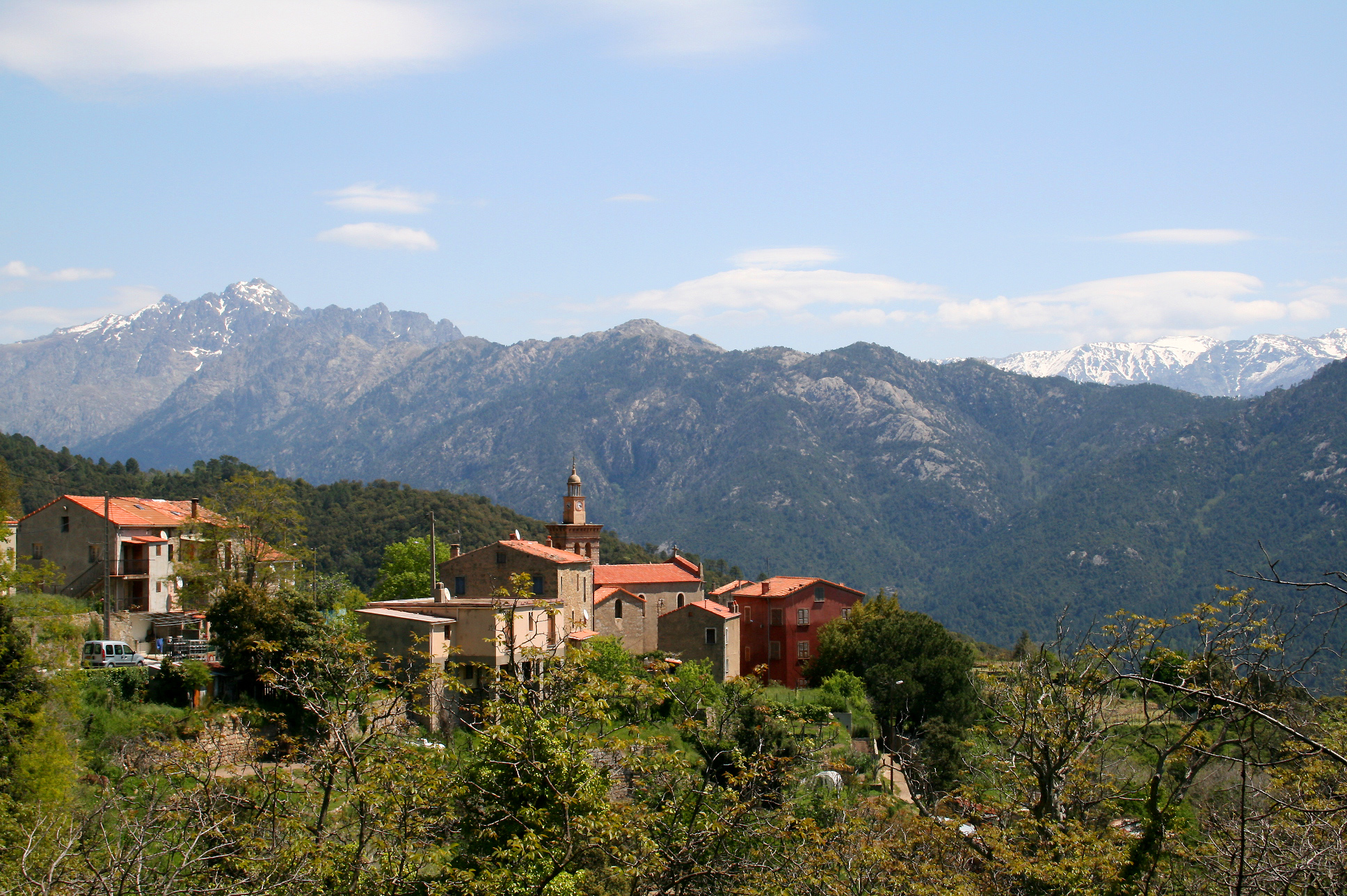
Het gehucht

## Geografie

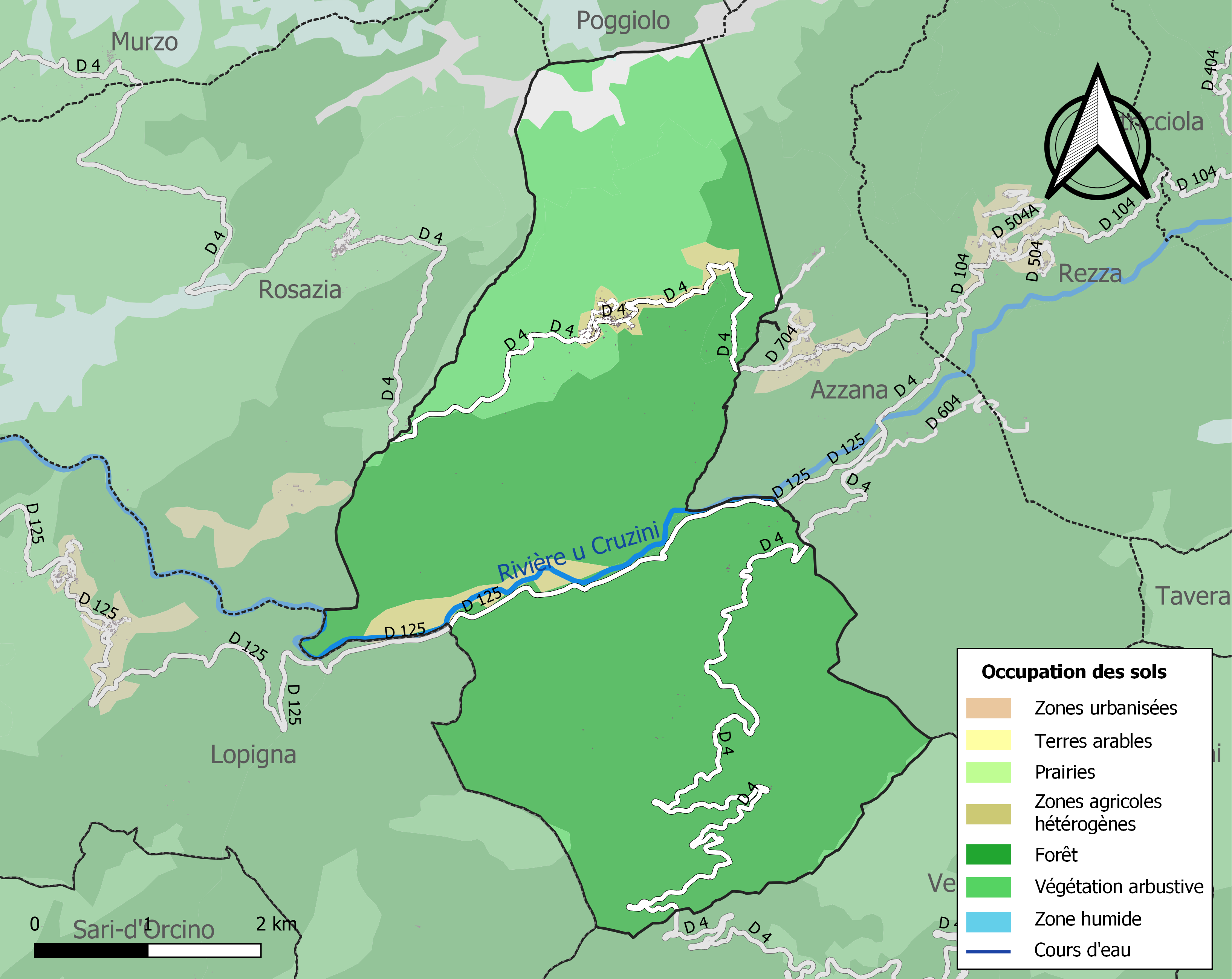
Kaart van de gemeente met de belangrijkste infrastructuur, bodemgebruik en omliggende gemeenten

## Demografie
Onderstaande figuur toont het verloop van het inwonertal.
Vanwege een beveiligingsprobleem met de MediaWiki Graph-software is het momenteel niet mogelijk deze grafiek weer te geven. Zodra de software is bijgewerkt zal de grafiek vanzelf weer zichtbaar worden.